# Список нотных редакторов
В приведенном ниже списке перечислено большинство когда-либо разрабатывавшихся нотных редакторов.

## Актуальное свободное ПО
- ABC Music Notation — TeX-подобный язык набора нот
- Audimus
- Canorus — новый редактор, пришедший на смену NoteEdit и создаваемый той же командой[1]
- Denemo — графический интерфейс к LilyPond
- Frescobaldi — графический интерфейс к LilyPond для KDE4[2]
- GNU LilyPond — язык нотных партитур и набор приложений для работы с ними
- Laborejo
- Impro-Visor — визуальный и текстовый наборщик нотных страниц и джазовых соло для Linux, Mac OS X, и Windows
- MuseScore — WYSIWYG-редактор для Linux и Windows. Имеет встроенный MIDI-синтезатор и позволяет проигрывать записанные ноты.
- MusicTeX и разработанный на его основе MusixTeX — язык нотных партитур на основе TeX и набор приложений для работы с ними
- NtEd — новый редактор, разрабатываемый автором NoteEdit
- Philip's Music Writer (PMW) — текстовый редактор партитур[3]
- Rosegarden — MIDI/аудиосеквенсер и нотный редактор
- TuxGuitar — редактор табулатур

## Актуальное бесплатное ПО
- Anvil Studio — полифонический MIDI редактор
- Gregoire — редактор партитур григорианских хоров[4]
- Power Tab — редактор табулатур

## Актуальное проприетарное ПО

### ДляWindows
- Capella
- ConcertWare
- Copyist
- Dorico
- Encore (в прошлом лидировала на рынке; урезанный вариант: MusicTime Deluxe)
- Finale, а также облегчённые версии: Finale Notepad, Songwriter, PrintMusic, Allegro
- Forte (программа) (нотный миди-редактор и аудиосеквенсор, является развитием программы Midisoft Studio, однако не поддерживает формат SNG).
- Graphire Music Press
- Guitar Pro (является редактором партитур для гитар и групп, но хорошо справляется с партитурами для большого количества различных инструментов).
- Igor Engraver
- MagicScore
- Midisoft Recording Session и Midisoft Studio — больше редактор MIDI, нежели нотный редактор. Ноты либо набиваются мышью, либо записываются с MIDI-клавиатуры. Сохраняет либо в MIDI, либо в собственный формат SNG. Последняя, 32-разрядная, версия Midisoft Studio содержит две WAV-дорожки (не сохраняются в MIDI-формате).
- Musedit
- Mozart
- MusiCAD
- Music Construction Set (более недоступен; также были версии для Apple II, Atari 400, and Commodore 64).
- MusicMaster
- Music Write
- Myriad Software: Harmony Assistant, Melody Assistant.
- Notation Composer and Notation Musician
- Notion (software)
- Noteworthy Composer
- Overture, а также облегчённая версия — Score Writer.
- Arpege Music Software: Pizzicato Light, Pizzicato Beginner, Pizzicato Professional.
- PriMus ("printed music")
- QuickScore Elite
- Rhapsody
- Sibelius, а также облегчённые версии Sibelius First, Sibelius Student, Sibelius Instrument Teacher Edition, G7
- SmartScore Pro (сканирующая и составляющая партитуры программа; ограниченная версия: SmartScore Songbook Edition)

### ДляMac
- ConcertWare
- Dorico
- Encore (в прошлом лидировала на рынке; урезанный вариант: MusicTime Deluxe)
- Finale, а также облегчённые версии: Finale Notepad, Notepad Plus, Songwriter, PrintMusic, Allegro
- Graphire Music Press
- Igor Engraver
- Mosaic (Mac OS 9 only)
- Myriad Software: Harmony Assistant, Melody Assistant.
- Notator (который развился в секвенсор Emagic Logic)
- Notion (software)
- Overture, а также облегчённая версия — Score Writer.
- Arpege Music Software: Pizzicato Light, Pizzicato Beginner, Pizzicato Professional.
- Rhapsody (Mac OS 9 only)
- Sibelius, а также облегчённые версии Sibelius First, Sibelius Student, Sibelius Instrument Teacher Edition, G7
- SmartScore Pro (сканирующая и составляющая партитуры программа; ограниченная версия: SmartScore Songbook Edition)
- Stave'n'Tabs (бесплатный, с платной PRO версией)

### Для других ОС
- MusicPrinter Plus, для DOS
- SCORE, для DOS, ранее — признанный лидер в своём классе
- Sibelius 7, для Acorn RISC OS)
- Sibelius 7 Student, для Acorn RISC OS)
- Sibelius 6, для Acorn RISC OS)
- Junior Sibelius, для Acorn RISC OS)
- PMS ('Philip’s Music Scribe'), для Acorn RISC OS)
- Rhapsody, для Acorn RISC OS; не связана с Rhapsody для Windows/Mac)
- Maestro, для Acorn RISC OS; поставлялась с самой операционной системой

## Актуальное онлайн («облачное») ПО
- NoteFlight — онлайн редактор с возможностью проигрывания. Часть функциональности бесплатна
- Melod.us — полностью бесплатный онлайн редактор, созданный на HTML5
- BlankSheetMusic — бесплатный онлайн конструктор шаблонов пустых нот для печати. Регистрация не обязательна
- Flat.io — онлайн редактор с функцией совместного редактирования

## Более не разрабатываемое ПО
- NoteEdit, редактор нотных партитур для KDE
- SuperScore, 1986, издатель: Sonus Corp; автор и разработчик: Michael Glenn Williams.
- Bank Street Music Writer, 1986, издатель: Mindscape; автор и разработчик: Glen Clancy.
- The Copyist, 1985, издатель: Dr. T; автор и разработчик: Emil Tobenfeld.
- Masterscore, 1986, издатель: Steinberg-Jones; автор и разработчик: Steinberg-Jones.